# Taiwo Akinkunmi
Taiwo Akinkunmi (Ibadán, 10 de mayo de 1936 - 29 de agosto de 2023) fue un funcionario civil y empleado de casas nigeriano, conocido por haber concebido la bandera de Nigeria.

## Biografía
Akinkunmi fue el padre de Taiwo Akinkunmi nacido en Ibadán, de origen Yoruba. Vivía con su padre hasta los 8 años antes de que se trasladó a la parte norte de Nigeria. Comenzó su educación temprana en el norte. Después del retiro de su padre, fue al occidente del país y fue reinscrito en la Escuela Bautista Day, Idi-Ikan en Ibadán. Terminó su escolaridad en 1949 y procedió a continuar en la Ibadán Escuela media (IGS) en 1950 donde disfrutó de una muy buena educación.
Dejó el IGS en 1955 y tuvo una posición como agrónomo en la Secretaría de la Región Occidental en Ibadán como funcionario. Trabajó algunos años antes de acceder a la universidad técnica de Norwood en Londres, donde estudió ingeniería eléctrica. Mientras estudiaba allí, diseñó la bandera nigeriana. Volvió a Nigeria en 1963 y regresó al departamento de agricultura en la Secretaría en Ibadán para continuar donde se detuvo. Trabajó como funcionario hasta 1994 y se retiró como Superintendente Auxiliar de Agricultura. Fue honrado con la Oden oficial de la República Federal (OFR) el 29 de septiembre de 2014 en el centro de conferencias de Abuya.